# Мартін Бошняк
Мартін Бошняк (словац. Martin Bošňák; справжні ім'я та прізвище — Марк Матіас Босняк де Рудняк (словац. Marek Mathias Bosnijak de Rudnijak); нар. 1500 — пом. 7 вересня 1566, Сігетвар, Угорське королівство) — словацький поет, співак XVI століття.

## Біографія
Предки поета були боснійцями, що тікали з Боснії у другій половині XV століття від переслідувань турків-османів на територію сучасної Угорщини через Славонію.
Мартін Бошняк — учасник кількох боїв проти турків, за заслуги був щедро винагороджений королем.
Брав участь в боях проти Яноша I Запольяї. Восени 1529 відзначився в битві при облозі турками Відня, в 1541 під час битви при Секешфегерварі потрапив у турецький полон, але був врятований.
У 1549 був учасником каральної експедиції імператора Фердинанда I Маттіас проти бунтівного власника Муранського замку.
Пізніше став комендантом замку в Бабольчі (угор. Bábolcsi) (Угорщина).

## Творчість
Мартін Бошняк — автор однієї з найбільш старовинних історичних пісень, що з'явилися в Словаччині — «Пісні про Муранський замок» (середина XVI століття), що була дуже популярною в ті часи в Словаччині.
У ній описано взяття королівськими військами замку Мураня, що належав запеклому лицарю Матею Базальду (1549). Автор — очевидець описаних подій.
Деякі фахівці приписують Бошняку авторство іншого відомого старовинного поетичного твору «Пісні про Сигетський замок» (1566), де оспівувався хорватський бан (угорсько-хорватський воєначальник) Мікулаш Зріньї і його загін, що обороняв Сигетську фортеця від турків.
«Пісня про Сигетський замок» — один із найкращих епічних творів старословацькой поезії. Вона глибоко лірична, в ній чимало розгорнутих поетичних фігур. Багато що, перш за все баладність, ріднить цю історичну пісню з народною поезією. Початковий авторський текст «Пісні про Сигетський замок» згодом удосконалювався і доповнювався.